# Maurice W. Brockwell
Maurice Walter Brockwell (* 24. Mai 1869 in Sheffield; † 7. Dezember 1958 in London) war ein britischer Kunsthistoriker.

## Leben
Maurice Brockwell – der älteste Sohn des anglikanischen Geistlichen J. C. Brockwell, Kanoniker an der Kathedrale von Sheffield – besuchte zunächst die St Paul’s Cathedral Choir School in London und Hurstpierpoint College in Hurstpierpoint, West Sussex.
Nach ausgedehnten Reisen in Europa begann er seine kunsthistorische Tätigkeit als Mitarbeiter von Charles Holroyd (1861–1917), Direktor der National Gallery in London, bei der Überarbeitung der Kataloge des Museums. 1902 heiratete er Mary Ellen Macnaughlen († 1952). 1910/11 war er Bibliothekar und Sekretär bei Bernard Berenson in Florenz. 1911 bereitete er den Katalog der Ausstellung Alte Meister und 1913 den Katalog der Ausstellung Spanische alte Meister in den Londoner Grafton Galleries vor. Er arbeitete mit dem bekannten Kunsthistoriker W. H. James Weale zusammen. Sie publizierten 1912 gemeinsam die zweite Auflage von dessen Buch über die Gebrüder van Eyck. 1913 vertrat Brockwell Großbritannien und Irland bei der Jan-van-Eyck-Gedenk-Stiftung in Gent. Die Jahre 1917 bis 1920 verbrachte er in den USA. Er schrieb Kataloge für Ausstellungen und Museen und beriet Sammler wie J. P. Morgan und Joseph E. Widener. Von 1920 bis 1939 war er Kurator der Sammlung Cook in Doughty House in Richmond, Surrey. 1927 war er Sekretär der Ausstellung flämischer Gemälde im Burlington House. Brockwell hielt auch als University Extension Lecturer Vorlesungen an der University of Cambridge zu kunstgeschichtlichen Themen.
Er war englischer Korrespondent der Pariser Gazette des Beaux-Arts. Für die Bände 2 bis 9 des Allgemeinen Lexikons der Bildenden Künstler von der Antike bis zur Gegenwart  schrieb er von 1908 bis 1913 über 200 Einträge. Seine Publikationen beschäftigten sich vor allem mit früher italienischer und flämischer Malerei. Seine abwegigen Theorien zu Hubert van Eyck, dessen Existenz er bestritt, und Jan van Eyck, der angeblich auf dem Gemälde der Arnolfini-Hochzeit mit seiner Frau dargestellt sei, werden von der heutigen Kunstgeschichtsschreibung abgelehnt.

## Schriften (Auswahl)
- Leonardo da Vinci. T. C. & E. C. Jack, London 1908 (englisch, archive.org).
- The National Gallery: Lewis Bequest. George Allen & Sons, London 1909 (englisch, archive.org).
- A Catalogue of an Exhibition of Old Masters in Aid of the National Art-Collections Fund. P. L. Warner/The Medici Society, London 1911.
- The 'Adoration of the Magi' by Jan Mabuse. Formerly in the collection of the Earl of Carlisle. Athenæum Press, London 1911.
- The van Eycks and their art. J. Lane, London 1912 (englisch, archive.org – mit W. H. James Weale).
- Frans Hals. His Life and Work. 1914.
- Catalogue of the Cook collection, Richmond. 1915.
- mit Osvald Sirén: Catalogue of a loan exhibition of Italian primitives: in aid of the American War Relief. F. Kleinberger Galleries, New York 1917 (archive.org).
- Erasmus. Humanist and painter. A study of a triptych in a private collection. Privately Printed, New York 1918 (englisch, archive.org).
- Catalogue of the Henry E Huntington Art Gallery, San Marino, California. 1925.
- u. a.: Catalogue of the Loan Exhibition of Flemish & Belgian Art, Burlington House, London 1927. Country Life/The Anglo-Belgian Union, London 1927.
- The pseudo-Arnolfini portrait. A case of mistaken identity. Chatto & Windus, London 1952.
- The Van Eyck problem. Chatto & Windus, London 1954 (Nachdruck Greenwood Press, Westport, Conn. 1971).